# Mélanocyte

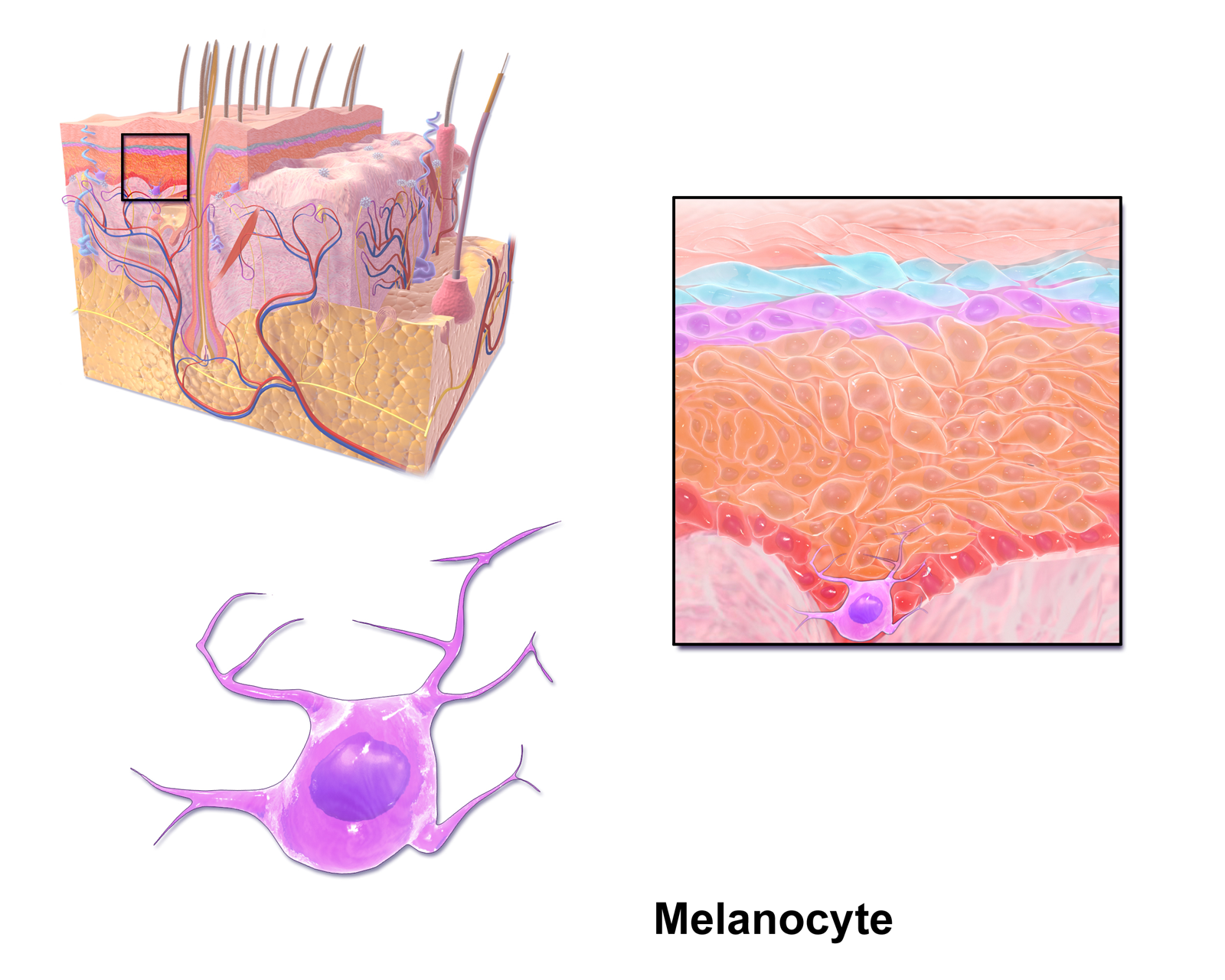
Détail d'un mélanocyte de la couche basale de l'épiderme.

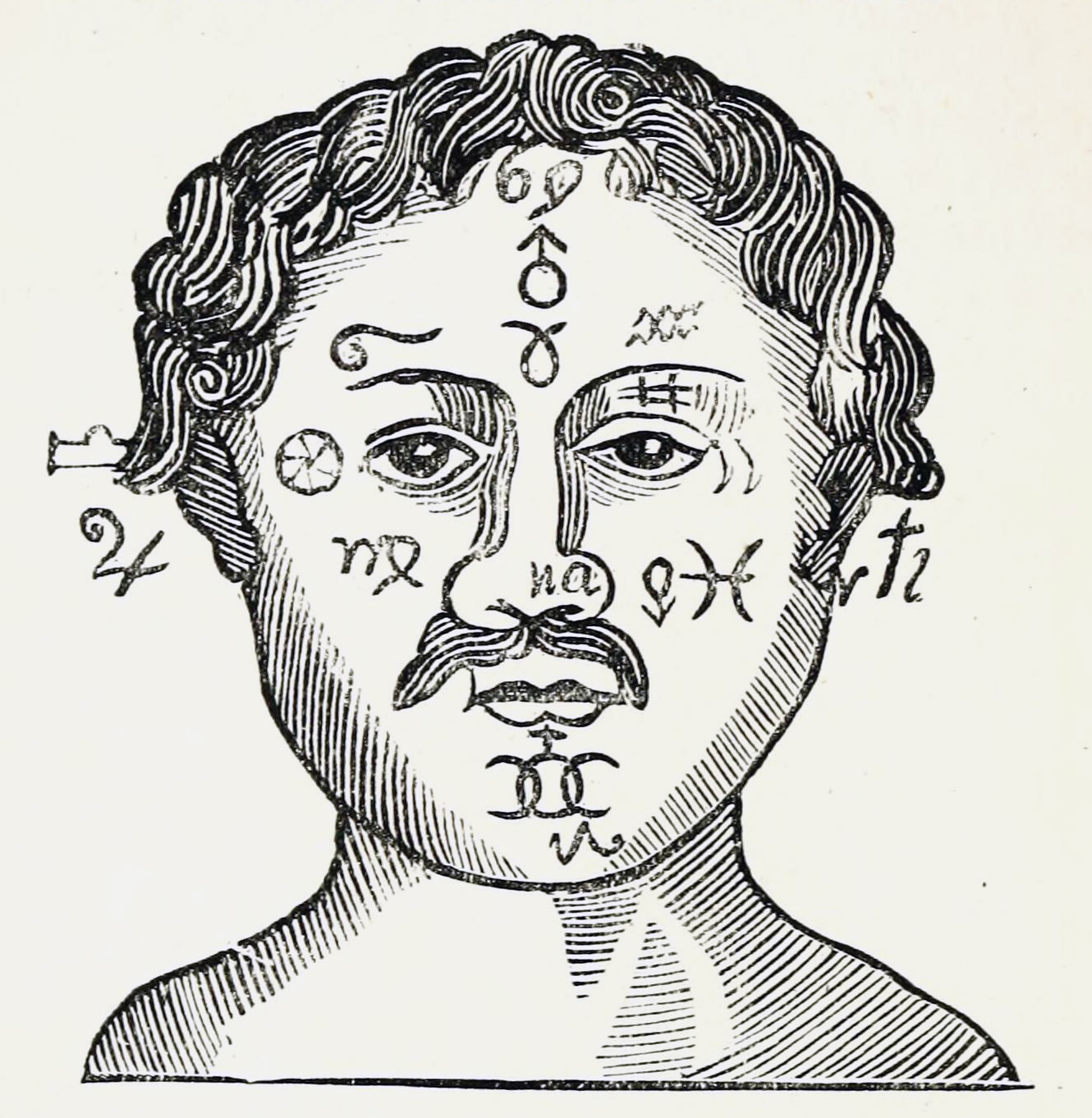
Interprétation des mélanocytes. Gravure d'un livre de colportage anglais du XVIII.

Le mélanocyte (de mélas : « noir » et kutos : « cellule ») est une cellule qui pigmente la peau, les poils ou les plumes des vertébrés. Les mélanocytes sont des dérivés de la crête neurale. Ils peuvent être situés dans le derme ou dans l'épiderme, ainsi que dans l'œil (iris, rétine), l'oreille interne (cochlée, strie vasculaire), l'épithélium digestif... Ils produisent des mélanosomes (granules pigmentés riches en mélanines pigmentaires) dont la fonction principale est de protéger le tégument des rayonnements  UV du soleil et de colorer les organismes (rôle dans la communication, le mimétisme, etc.).
La mélanogenèse est le processus biochimique complexe par lequel la mélanine est produite dans les mélanosomes par les mélanocytes.

## Aperçu historique
Les progrès de la microscopie optique permettent de décrire pour la première fois une cellule de type mélanocyte dans le tégument du calmar, découverte publiée en 1819 dans un journal scientifique italien par le zoologue Giosuè Sangiovanni (en) qui lui donne à cette occasion le nom de chromatophore. En 1837, l'anatomiste bavarois Friedrich Henle confirme la présence de telles cellules dans la peau humaine. Enfin en 1935, l'embryologiste expérimental Graham Du Shane, montre que les cellules des crêtes neurales chez les amphibiens, peuvent donner naissance, entre autres, aux mélanocytes de la peau.

## Caractéristiques

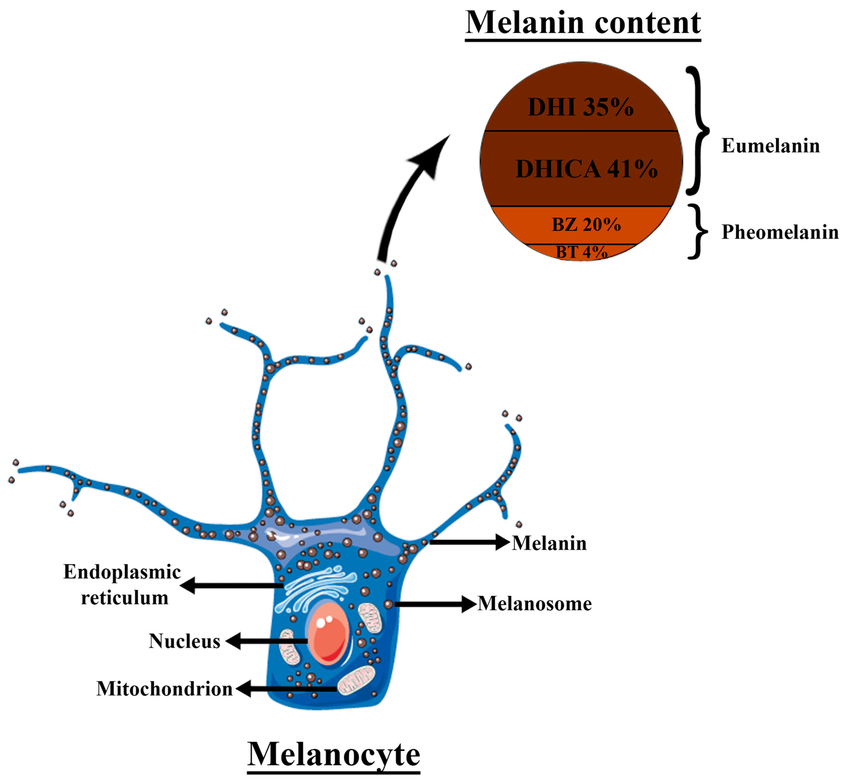
Représentation schématique de la structure d'un mélanocyte et des mélanosomes d'un épiderme humain.

Le mélanocyte contient tous les organites habituels de la cellule (noyau ou nucleus, réticulum endoplasmique, mitochondries…), et des organites spécifiques, les mélanosomes qui sont distribués dans les kératinocytes après migration dans les dendrites mélanocytaires. 
Dans certaines espèces, dont l'espèce humaine, les mélanosomes ne restent pas dans les mélanocytes, mais sont évacués en direction des kératinocytes. Dans l'espèce humaine, la proportion de mélanocytes de la peau par rapport aux kératinocytes est constante quelle que soit l'intensité de la pigmentation. Chaque mélanocyte fournit en mélanosomes 36 kératinocytes en moyenne, bien que leur densité ne soit pas la même sur toutes les parties du corps (elle est par exemple faible sur la paume des mains et la plante des pieds). Des mutations dans les gènes gouvernant la migration des mélanocytes sont responsables de la plupart des aspects pie (taches blanches) du pelage de certains mammifères.
Sous l’effet des UV, les kératinocytes sécrètent l’hormone alpha-MSH par scission de la pro-opiomélanocortine (POMC), avec l'intervention de la protéine p53. L’alpha MSH s’attache aux mélanocytes et stimule la production de mélanine en produisant le bronzage. P53 étant également une protéine produite en cas de stress, cela pourrait expliquer l’hyperpigmentation qui apparait parfois, particulièrement chez les personnes âgées, en cas d’irritation prolongée de la peau,.
Le rôle joué par les mélanocytes de l'oreille interne n'est pas encore complètement élucidé, mais son importance est suggérée par les observations de la science vétérinaire et de la médecine. Certaines variétés d'animaux domestiques aux oreilles entièrement blanches (indication que les mélanocytes n'ont pas migré jusqu'à cette partie du corps lors de l'embryogenèse) présentent un taux de surdité supérieur à ceux qui ont les oreilles tachetées. Le rôle joué par le mélanocyte dans l'audition serait indépendant de la production de mélanine. En effet, les albinos, chez qui la dépigmentation ne provient pas de l'absence de mélanocytes, ne souffrent pas typiquement de surdité, alors qu'elle est très fréquente dans le syndrome de Waardenburg lié à une migration anormale des mélanocytes.
La transformation tumorale d'un mélanocyte donne un mélanome.